# Stefano Ticci
Stefano Ticci (ur. 13 maja 1962 w Forte dei Marmi) – włoski bobsleista. Brązowy medalista olimpijski z Lillehammer.
Zawody w 1994 były jego czwartymi igrzyskami olimpijskimi, wcześniej brał udział w IO 84, IO 88, IO 92. Po medal sięgnął w rywalizacji dwójek, pilotem boba był Günther Huber.